# Écolo 6
Écolo 6 était une émission de télévision française diffusée sur M6 produite et présentée par Michel Cellier. 